# KV-6
KV-6(러시아어: КВ-6)는 제2차 세계 대전 당시 소련 육군이 운용하던 화염방사전차로, KV-1의 차체와 포탑을 사용했다. 

## 역사
이전에는 T-26 전차(OT-26, OT-130, OT-133)가 화염방사전차로 사용되었지만, 약한 장갑으로 인해 전장에 취약했다. 첫 번째 변형은 1941년 여름에 개발되었다. 옛 소련의 문헌에서는 "KV-6"로 불리는데, 문서로 확인되지는 않는다. T-220은 첼랴빈스크에서 생산될 예정이었다. KV-6은 덱타료프 기관총 대신 화염방사용 ATO-41이 탑재되었으며, 110리터짜리 화염탱크는 전투실에 배치되어 있었다. KV-6의 생산은 키로프스키 자보드에서 조직되었지만, 레닌그라드의 봉쇄로 인해 제한된 수만 생산되었다. 총 10개의 건물이 세워졌으나 4개의 화염방사기 ATO-41만 공장에 들어왔다. 1941년 9월, 세 대의 신형 탱크가 생산되었다. 베도모스티에서 그들은 "화염방사기를 설치하고 V-2K 엔진을 장착한 KV-1 포탑이 있는 KV-6 전차"라고 불렸다. 1941년 9월 13일, 완성된 KV-6 전차들은 모스크바 전선으로 보내졌다. 나머지 7대의 차체는 일련형 전차로 생산되었다. 1941년 9월 모스크바에서 결성된 제124전차여단 대령 N. 로지나에게 kv-6 4대가 배속되었다. 10월 중순이 되어서 모든 KV-6 전차는 파괴되었고, 그 중 1대는 독일군이 포상으로 노획했다. 1942년 3월, 제58기계화보병사단의 일부로, KV-6는 보르 전투에 참가했다.

## 참고 문헌
- Коломиец М. В. - "КВ. "Клим Ворошилов" - танк прорыва".
- Солянкин А. Г., Павлов М. В., Павлов И. В., Желтов И. Т.- "Отечественные бронированные машины. XX век. Том 1." 1905-1941. стр. 196.